# Krzysztof Konsztowicz
Krzysztof Jan Konsztowicz (ur. 6 listopada 1945) – polski naukowiec z dziedziny inżynierii materiałowej i publicysta, nauczyciel akademicki, profesor (emerytowany) Akademii Techniczno-Humanistycznej w Bielsku-Białej.

## Życiorys
Wychował się w Bielsku-Białej, gdzie w 1963 r. ukończył III LO im. Stefana Żeromskiego. Studia inżynierskie i magisterskie odbył w latach 1963–1969 w Wydziale Ceramicznym Akademii Górniczo-Hutniczej w Krakowie. Podjął pracę w Instytucie Inżynierii Materiałowej AGH kierowanym przez prof. Romana Pampucha, i w 1973 r. uzyskał (z wyróżnieniem) stopień doktora nauk technicznych.
W latach osiemdziesiątych pracował w Université des Sciences et de la Technologie (USTO) w Oranie (Algeria). W tym czasie w tygodniku „Przekrój” publikował (jako Jan Joachim) foto-reportaże z pustyni Sahara. W 1985 r. wyemigrował do Kanady, gdzie w Montrealu rozpoczął pracę w Wydziale Metalurgii i Inżynierii Materiałowej w École Polytéchnique.
W laboratoriach National Research Council oraz Technical University of Nova Scotia w Halifax, kontynuował badania nad otrzymywaniem i właściwościami materiałów kompozytowych. Po egzaminach państwowych akredytowany jako tłumacz języka angielskiego i francuskiego na język polski.
Z początkiem nowego stulecia powrócił do Polski i osiadł w Krakowie, gdzie w 2005 r. uzyskał w AGH stopień doktora habilitowanego nauk technicznych za cykl prac nad materiałami kompozytowymi. W latach 2006–2016 był zatrudniony w rodzinnym mieście Bielsku-Białej w Akademii Techniczno-Humanistycznej (od 2008 r. jako profesor nadzwyczajny).

## Działalność naukowa
W badaniach naukowych Krzysztof Konsztowicz skupiał się na eksperymentalnym opisie mechanizmów zapoczątkowania spękań poprzedzających zniszczenie materiałów oraz na związkach tych mechanizmów z budową wewnętrzną (mikrostrukturą) i procesami otrzymywania tworzyw. Główne osiągnięcia to:
- wykazanie zależności energii pękania polikrystalicznych tworzyw kruchych od kształtu porów w ich mikrostrukturach[4], co wpływa na anizotropię wytrzymałości tych materiałów. Niezamierzona kierunkowość wytrzymałości może prowadzić do wcześniejszego od założeń zniszczenia, np. w elektrodach dla hutnictwa.
- ujawnienie przy pomocy emisji akustycznej powstawania mikro-spękań w trakcie wstrząsów cieplnych tworzyw ceramicznych przy różnicach temperatur niższych od uznanych za krytyczne[5]. Wstrząsom cieplnym podlegają m.in. materiały ogniotrwałe w hutnictwie, czy np. dysze silników rakietowych.
- opis zjawiska heteroflokulacji zawiesin koloidalnych tlenków ZrO2 i Al2O3 i wykazanie wpływu miękkiej aglomeracji na tworzenie mikro-spękań na granicach fazowych kompozytów ZTA (z ang. Zirconia Toughened Alumina) złożonych z tych tlenków[6]. Z kompozytów ZTA[7] wykonuje się m.in. elementy endoprotez, narzędzia tnące oraz inne materiały o wysokiej twardości.
- określenie parametrów emisji akustycznej wskazujących na odspajanie włókien w kompozytach epoksydowych z włóknami szklanymi i węglowymi w zakresie odkształceń sprężystych[8]. Z kompozytów wzmacnianych włóknami wykonuje się m.in. sprzęt sportowy, kadłuby jachtów i samolotów.

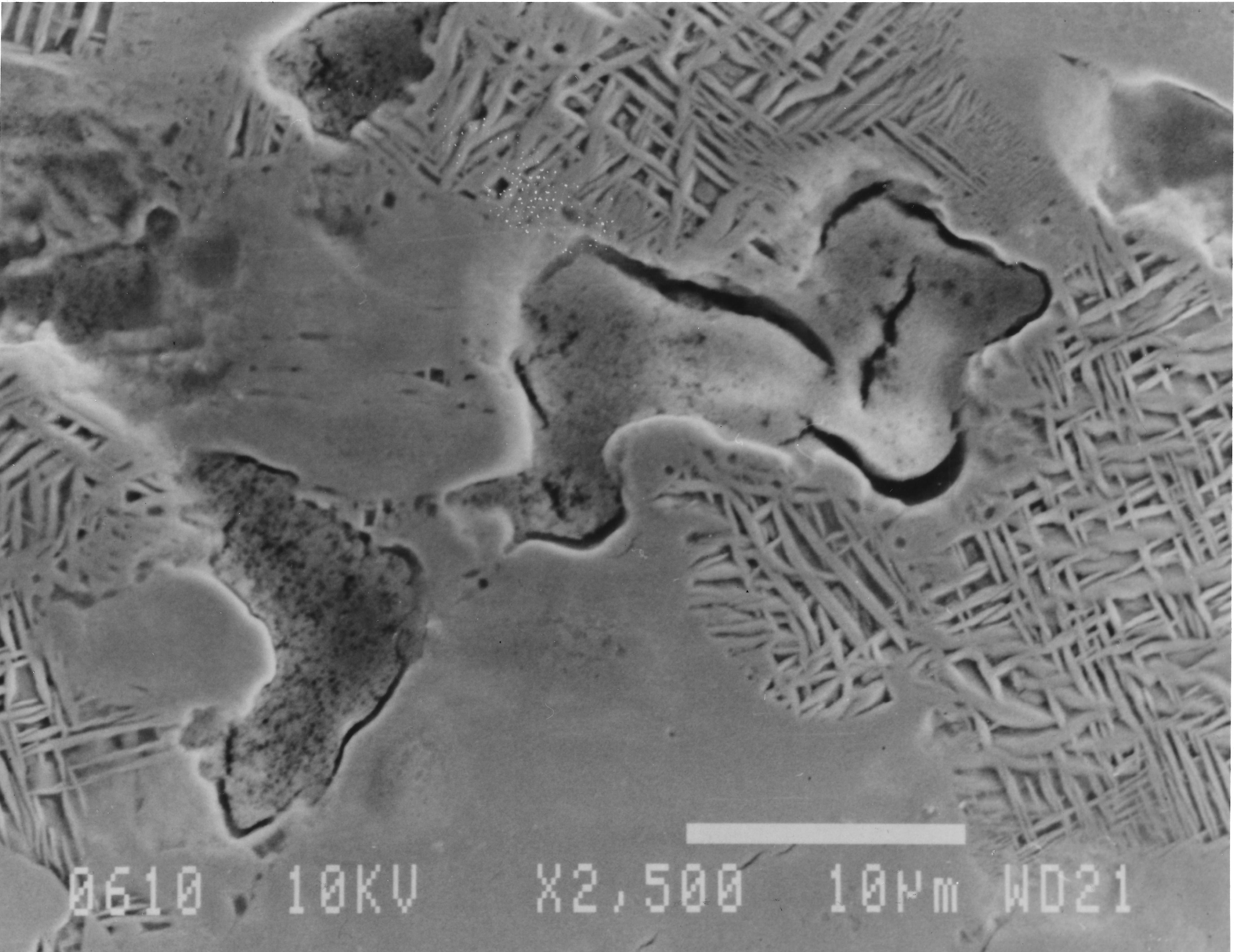

Wygłaszał referaty na naukowych konferencjach międzynarodowych w USA, Kanadzie i w Europie. Uzyskał liczne wyróżnienia w konkursach mikroskopii i fotografii naukowej. Był członkiem organizacji: Canadian Ceramic Society, American Ceramic Society, American Association for the Advancement of Science, New York Academy of Sciences. Był także recenzentem dla takich czasopism indeksowanych jak Journal of the American Ceramic Society, Ceramics International, Journal of Nondestructive Evaluation, Composite Structures. W Polsce był rzeczoznawcą Stowarzyszenia Inżynierów i Techników Przemysłu Materiałów Budowlanych NOT, członkiem Polskiego Towarzystwa Ceramicznego oraz Polskiego Towarzystwa Materiałów Kompozytowych.
Jest autorem jednego podręcznika akademickiego, autorem i współautorem ok. 60 publikacji naukowych (w tym 18 artykułów indeksowanych w Web of Science, wskaźnik Hirsch’a = 8), trzech patentów (w tym 1 USA), a także artykułów publicystycznych dotyczących szkolnictwa wyższego oraz wpływu stosowanych nauk ścisłych, przyrodniczych i inżynierskich na gospodarkę kraju.

## Działalność publicystyczno-społeczna
Krzysztof Konsztowicz opublikował serię prac o kanadyjskim systemie organizacji nauki i szkolnictwa wyższego oraz o aspektach prawnych wdrażania mechanizmów gospodarki wiedzy w powiązaniu z praktyką przemysłową. W niezależnym portalu dziennikarskim „studioopinii.pl” publikował artykuły opisujące słabości nauki i szkolnictwa wyższego w Polsce. Podzielał poglądy prof. Józefa Kalisza, że upolitycznione i nieudolne centralne sterowanie prowadzi do zaniżania poziomu w polskiej nauce i rozpowszechnienia „pozoranctwa naukowego”.
Jego artykuły społeczno-polityczne piętnują szkodliwość centralizmu w zarządzaniu i organizacji państwa oraz w polityce, popierają postulaty prof. Jerzego Przystawy o konieczności zmiany ordynacji wyborczej do sejmu z proporcjonalnej na większościową w jednomandatowych okręgach wyborczych, co jest sprawdzonym sposobem wdrożenia pozytywnej selekcji w polityce.
Uczestniczył w pracach Zespołu ds Analiz w Departamencie Strategii Ministerstwa Nauki i Szkolnictwa Wyższego nad przygotowaniem założeń do reform nauki i szkolnictwa wyższego z lat 2010 i 2011.
W 2020 roku opublikował książkę „Gospodarka nie-wiedzy” odsłaniającą przyczyny i mechanizmy niewydolności organizacyjnej nauki i szkolnictwa wyższego w Polsce, co jego zdaniem w powiązaniu z ułomnością centralistycznego systemu prawno-politycznego hamuje rozwój gospodarczy i cywilizacyjny kraju.

## Prywatnie
Żeglarz, kapitan jachtowy. Uczestniczył w regatach żeglarskich jachtów pełnomorskich, m.in. w załodze kpt. Kazimierza Jaworskiego. Pracował także jako zawodowy żeglarz w basenie Morza Śródziemnego, skąd publikował foto-reportaże w miesięczniku „Morze”. Żonaty, dwoje dzieci.

## Nagrody i wyróżnienia
- 1975 Nagroda Rektora AGH za pracę dydaktyczną.
- 1977 Nagroda Rektora AGH za działalność naukowo-badawczą.
- 1990 konkurs fotografii naukowej, 92. zjazd Amerykańskiego Towarzystwa Ceramicznego – wyróżnienie[22].
- 1990 konkurs fotografii naukowej, 88. zjazd Kanadyjskiego Towarzystwa Ceramicznego – II miejsce[23].
- 1991 konkurs plakatu naukowego, III m., 15. konferencja Advanced Ceramic Composite Materials (NASA /Am.Ceram.Soc.), Cocoa Beach, FL, USA[24].
- 1991 konkurs fotografii naukowej, 89. zjazd Kanadyjskiego Towarzystwa Ceramicznego – I miejsce[25].
- 1991 konkurs fotografii naukowej, 93. zjazd Amerykańskiego Towarzystwa Ceramicznego – III miejsce[26].
- 1992 konkurs fotografii naukowej, 94. zjazd Amerykańskiego Towarzystwa Ceramicznego – wyróżnienie[27].